# Tomorrow Never Knows
Tomorrow Never Knows è una canzone dei Beatles, traccia conclusiva dell'album Revolver, pubblicato dai Beatles il 5 agosto del 1966. Il brano, ufficialmente attribuito a John Lennon/Paul McCartney, venne in realtà quasi esclusivamente composto dal solo John Lennon. Tomorrow Never Knows viene considerata come uno dei più riusciti esperimenti di rock psichedelico del gruppo di Liverpool.

## Il brano
La canzone venne scritta principalmente da John Lennon nel gennaio del 1966, in seguito alla lettura del libro The Psychedelic Experience di Timothy Leary, Richard Alpert e Ralph Metzner (opera basata a sua volta sul libro tibetano dei morti); il libro sosteneva la comunanza dell'esperienza di trip allucinogeno dovuto a LSD con la morte (la cosiddetta "morte dell'Ego"). Lennon, secondo quanto riportato da Paul McCartney, avrebbe comprato il libro quasi per caso, mentre, insieme all'amico, era alla ricerca di un libro su Nietzsche; in particolare, lo colpì la frase: «When in doubt, turn off your mind, relax and float downstream», riportata in seguito nella canzone e traducibile più o meno con "Nel dubbio, spegni la mente, rilassati e fatti portare dalla corrente". Giunto a casa, John avrebbe assunto LSD e seguito passo per passo le istruzioni del libro, leggendone le parafrasi del Libro tibetano dei morti a un registratore e riascoltandole mentre la droga faceva effetto. Il risultato fu spettacolare, e Lennon lo trasformò in canzone con il titolo provvisorio di The Void ("Il Vuoto").
Il titolo definitivo della canzone, non presente nel testo, nacque da un malapropismo («tomorrow never knows» invece che «tomorrow never comes», "il domani non arriva mai") detto da Ringo Starr in una intervista del 1964 alla BBC.
La canzone rappresenta il più alto livello di innovazione (probabilmente insieme a A Day in the Life, dell'anno successivo) mai introdotto dai Beatles, e dal loro staff tecnico, nel mondo della musica pop: nonostante gli studi di Abbey Road fossero, all'epoca, primitivi rispetto agli standard americani, o forse proprio grazie a questa difficoltà, il team guidato da George Martin (coadiuvato da Geoff Emerick e Ken Scott) diede origine alla più alta inventiva acustica mai sperimentata in qualsiasi studio di registrazione, americano o inglese, sul finire degli anni sessanta.
In particolare, gli effetti più innovativi furono rappresentati dall'ipnotica batteria di Starr (eseguita prevalentemente su una coppia di tomtom accordati "lenti"), dalla registrazione della voce di Lennon (raddoppiata, nella prima metà della canzone, grazie al double-tracking automatico - ADT - inventato proprio in quei giorni ad Abbey Road, e passata, per la seconda metà, attraverso l'altoparlante rotativo dell'apparecchio Leslie di un organo Hammond per accontentare la richiesta di Lennon di suonare "come la voce del Dalai Lama più migliaia di monaci tibetani salmodianti sulla vetta di una montagna"), ma soprattutto dai tape-loops (tratti di nastro magnetico incisi e giuntati ad anello per dare origine ad un segnale continuamente ciclico, cosa che nella musica pop, prima di allora, non era mai stata utilizzata) inventati con effetti straordinari per l'epoca: un effetto "gabbiano/pellerossa" creato su una risata di McCartney (0.07"); un accordo orchestrale in si bemolle maggiore (0.19"); un Mellotron suonato col registro del flauto (0.22"); un altro Mellotron suonato col registro degli archi (0.38"); una scala ascendente di sitar (0.56").
Il risultato finale, venuto fuori dalla seduta di registrazione del 22 aprile 1966, rappresenta l'esperienza musicale che più di ogni altra si avvicina all'assunzione di LSD: la canzone presentava l'LSD e la rivoluzione psichedelica di Leary ai giovani del mondo occidentale, diventando uno dei dischi più socialmente influenti mai realizzati dai Beatles.

## Formazione
- John Lennon — voce (attraverso un altoparlante Leslie), organo Hammond, Mellotron, tape-loops
- Paul McCartney — basso, chitarra solista, tape-loops
- George Harrison — chitarre, sitar, tambura, tape-loops
- Ringo Starr — batteria, tamburino, tape-loops

Altri musicisti
- George Martin — pianoforte

Crediti
- George Martin — produttore
- Geoff Emerick — ingegnere del suono

## Cover
- I Mirage come singolo nel gennaio 1967.
- Gli 801, (Brian Eno, Phil Manzanera, Simon Phillips. Francis Monkman, Lloyd Watson & Bill McCormick) nell'album 801 Live del 1976.
- Phil Collins sul suo album Face Value del 1981.
- I Monsoon in Third Eye (1983)
- I The Mission UK come B-Side del loro singolo Severina. (1987)
- Yukihiro Takahashi nel suo album Ego del 1988.
- Danielle Dax nell'album Blast the Human Flower del 1990.
- I Trouble sull'album Plastic Green Head (1995)
- Michael Hedges ha registrato una versione per chitarra acustica del brano per il suo album del 1996, Oracle.
- Gli Our Lady Peace per la colonna sonora del film The Craft del 1996.
- I Blackmail nel disco blackmail (1997).
- I The Helio Sequence sull'album Com Plex del 2000.
- Gli Oasis ne eseguirono una versione strumentale come introduzione alla loro canzone Cigarettes & Alcohol durante il concerto svoltosi al Wembley Stadium nel 2000. La traccia è disponibile sul disco live Familiar to Millions.
- I Living Colour nell'album Collideøscope del 2003.
- I The Chameleons sull'album Strange Times.
- Jad Fair e Daniel Johnston nel loro album-collaborazione It's Spooky.
- David Lee Roth nell'album Diamond Dave, reintitolata That Beatles Tune.
- Jimi Hendrix suona una versione del brano dal vivo (a cui partecipa anche Jim Morrison) sul bootleg Bleeding Heart.
- I Grateful Dead in una versione dal vivo sull'album Dick's Picks Vol. 27.
- I Cowboy Mouth nel disco Uh-Oh
- I Los Lobos sull'album live El Cancionero: Mas Y Mas
- I King Crimson dal vivo sul loro box set Heavy Construkction: Tomorrow Never Knew Thela [Including Tomorrow Never Knows] (2000)
- Pedro Aznar sull'album Mudras (2003).
- Dweezil Zappa nella compilation Abbey Road: A Tribute to the Beatles (2009)
- I Tangerine Dream nella compilation Abbey Road: A Tribute to the Beatles (2009)
- I Marta sui Tubi nell'album C'è gente che deve dormire (2005)
- Herbie Hancock nell'album The Imagine Project, con Dave Matthews come vocalist (2010)
- The Bastard Sons of Dioniso nell'album Per non fermarsi mai (2011)
- Carla Azar nella colonna sonora del film Sucker Punch (2011)

## Nella cultura di massa
La canzone viene riprodotta alla fine di Lady Lazarus, ottavo episodio della quinta stagione di Mad Men: il creatore della serie, Mattew Weiner, ha dichiarato di aver acquistato i diritti del brano per 250,000 dollari.